# Sachar Wolkau
Sachar Uladsimirawitsch Wolkau (belarussisch Захар Уладзіміравіч Волкаў; * 12. August 1997 in Wizebsk) ist ein belarussischer Fußballspieler.

## Karriere

### Verein
Wolkau begann seine Karriere beim FK Wizebsk. Im Oktober 2014 spielte er erstmals für die erste Mannschaft in der Perschaja Liha. Mit dem Klub stieg er zu Saisonende in die Wyschejschaja Liha auf. In dieser kam er in der Saison 2015 allerdings nicht zum Einsatz. Zur Saison 2016 wurde er an den Zweitligisten FK Orscha verliehen. Für Orscha absolvierte er insgesamt 14 Partien in der zweiten Liga. Zur Saison 2017 wurde Wolkau innerhalb der höchsten Spielklasse an Naftan Nawapolazk weiterverliehen. Bei Naftan gab er schließlich im April 2017 sein Debüt in der Wyschejschaja Liha. Bis zum Ende der Leihe kam er zu 26 Einsätzen, in denen er vier Tore erzielte, mit Naftan stieg er zu Saisonende allerdings in die Perschaja Liha ab.
Zur Saison 2018 kehrte Wolkau nicht mehr nach Wizebsk zurück, sondern wechselte zu BATE Baryssau. Dort kam er in seiner ersten Saison zu 18 Einsätzen, mit BATE wurde er zu Saisonende zudem belarussischer Meister. In der Saison 2019 kam er zu 22 Einsätzen. In der Saison 2020 absolvierte der Innenverteidiger 16 Partien, ehe er im August 2020 aufgrund von Spielmanipulationen für zwei Jahre gesperrt wurde. Im September 2021 wurde die Sperre schließlich vorzeitig aufgehoben. So konnte Wolkau wieder am Spielbetrieb teilnehmen und bis Saisonende noch fünf Partien für BATE absolvieren.
Im Januar 2022 wechselte er leihweise nach Russland zum FK Chimki. In einem Jahr kam er zu 22 Einsätzen in der Premjer-Liga für Chimki. Im Februar 2023 kehrte er wieder zu BATE zurück.

### Nationalmannschaft
Wolkau spielte zwischen November 2016 und Oktober 2018 13 Mal für die belarussische U-21-Auswahl. Im März 2019 stand er erstmals im Kader der A-Nationalmannschaft. Sein Debüt im Nationalteam gab er schließlich im September 2019 in einem Testspiel gegen Wales.